# Pisionidens indica
Pisionidens indica is een borstelworm uit de familie Sigalionidae. Het lichaam van de worm bestaat uit een kop, een cilindrisch, gesegmenteerd lichaam en een staartstukje. De kop bestaat uit een prostomium (gedeelte voor de mondopening) en een peristomium (gedeelte rond de mond) en draagt gepaarde aanhangsels (palpen, antennen en cirri).
Pisionidens indica werd in 1940 voor het eerst wetenschappelijk beschreven door Aiyar & Alikuhni.